# Loretto (Nebraska)
Loretto es un lugar designado por el censo ubicado en el condado de Boone en el estado estadounidense de Nebraska. En el Censo de 2010 tenía una población de 42 habitantes y una densidad poblacional de 57,71 personas por km².

## Geografía
Loretto se encuentra ubicado en las coordenadas 41°45′48″N 98°4′54″O / 41.76333, -98.08167. Según la Oficina del Censo de los Estados Unidos, Loretto tiene una superficie total de 0.73 km², de la cual 0.73 km² corresponden a tierra firme y (0%) 0 km² es agua.

## Demografía
Según el censo de 2010, había 42 personas residiendo en Loretto. La densidad de población era de 57,71 hab./km². De los 42 habitantes, Loretto estaba compuesto por el 100% blancos, el 0% eran afroamericanos, el 0% eran amerindios, el 0% eran asiáticos, el 0% eran isleños del Pacífico, el 0% eran de otras razas y el 0% pertenecían a dos o más razas. Del total de la población el 0% eran hispanos o latinos de cualquier raza.